# پرچم اسکاتلند
پرچم اسکاتلند که به آن صلیب اندریاس قدیس یا Saltire هم گفته می‌شود، یک صلیب مورب سفید بر روی زمینه‌ای آبی‌رنگ است. این پرچم برای نخستین بار در سدهٔ ۱۶ میلادی به رسمیت شناخته شد، و احتمالاً سابقه استفاده از آن به دوران جیمز سوم اسکاتلند بازمی‌گردد. این پرچم در اسکاتلند به عنوان پرچم ملی و میهنی شناخته می‌شود و همچنین دارای تناسب متغیر است.
پرچم اسکاتلند به همراه پرچم‌های انگلستان و ایرلند از اجزای تشکیل دهنده پرچم بریتانیا است.

## نگارخانه

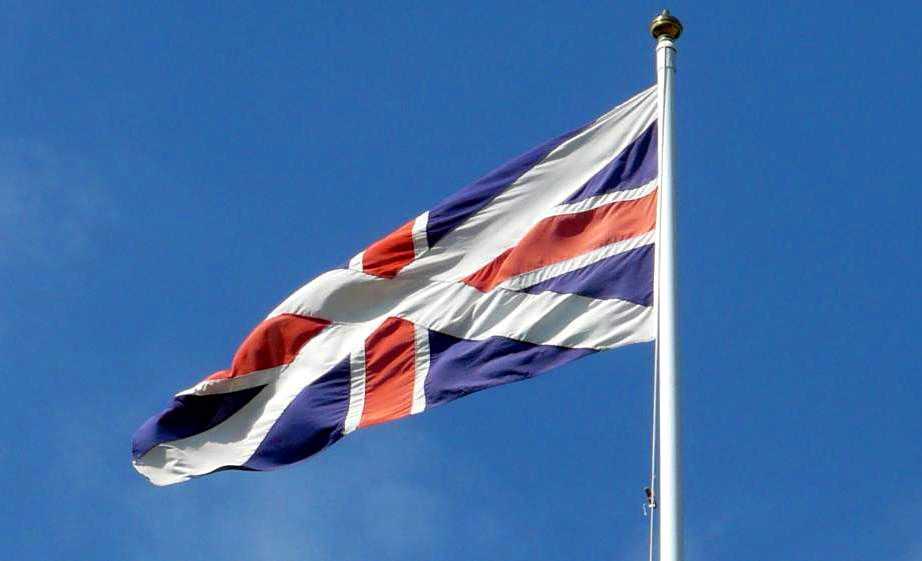
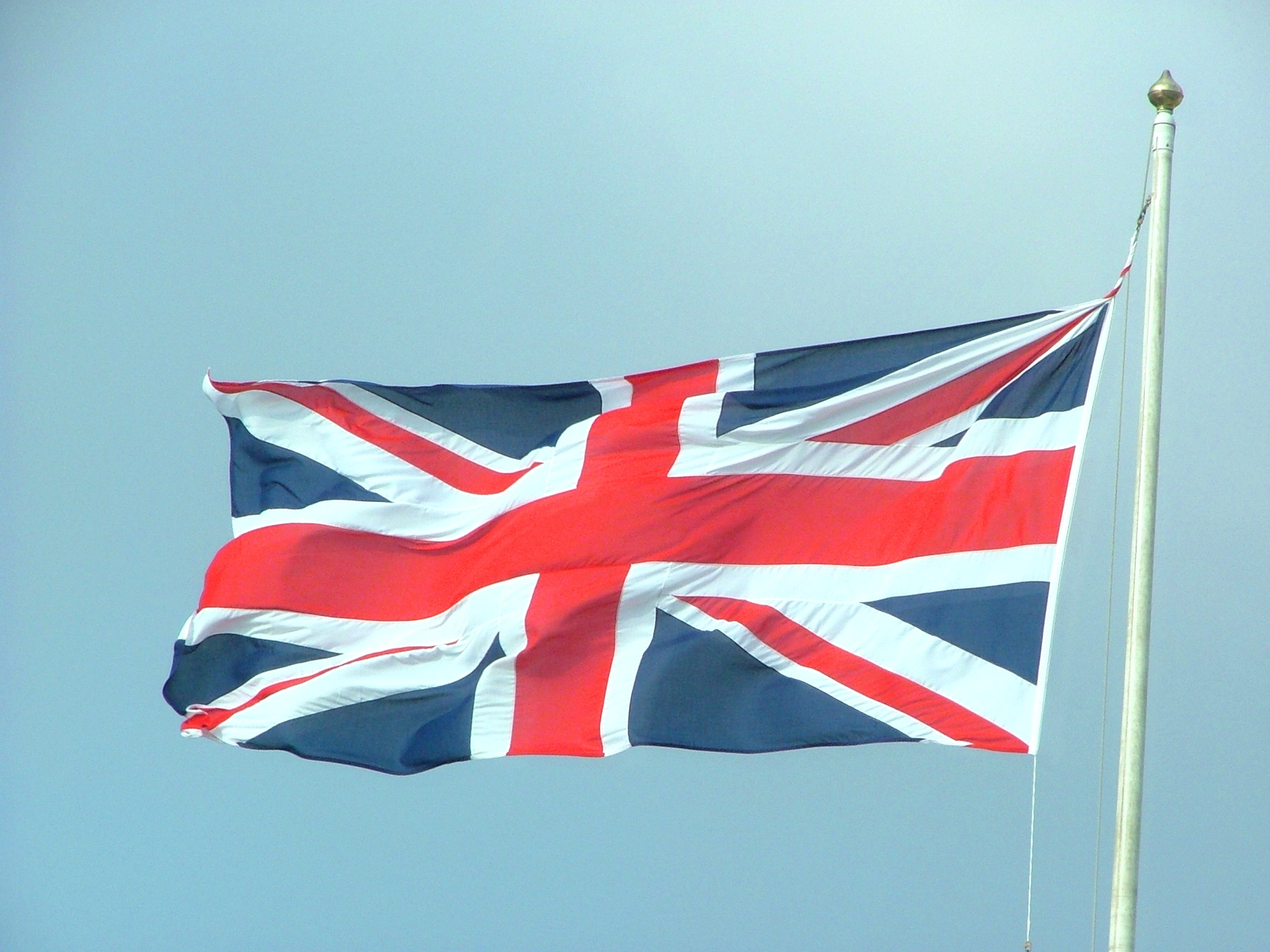
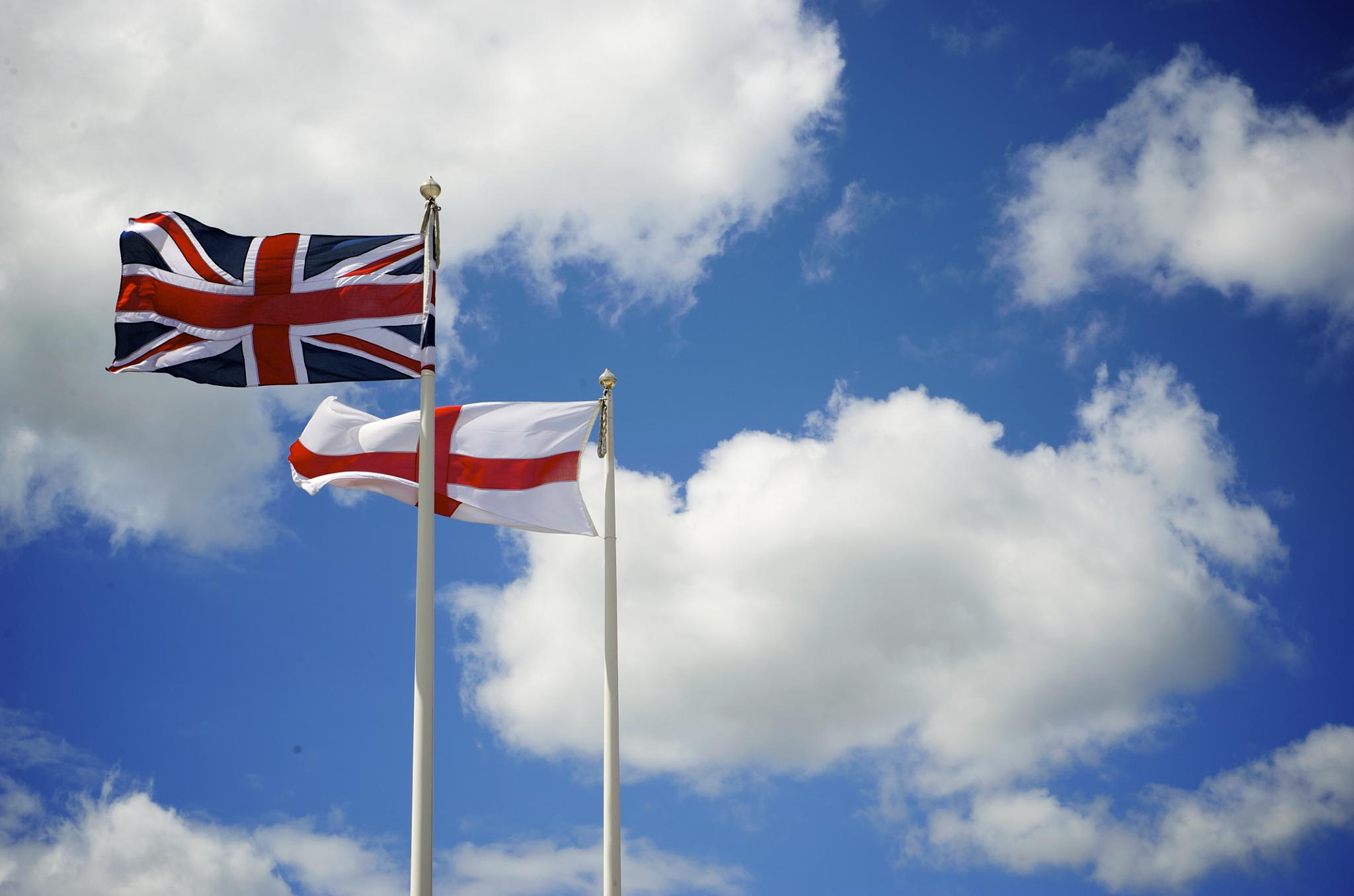